# Araks Ararat
Araks Ararat (orm. „Արաքս“ Ֆուտբոլային Ակումբ Արարատ, "Araks" Futbolajin Akumby Ararat) – ormiański klub piłkarski z siedzibą w mieście Ararat.

## Historia
Klub Piłkarski Ararat Ararat został założony w 2001 roku, po tym jak właściciele poprzedniego klubu Araks Ararat przenieśli go do Erywania. Nowy klub rozpoczął odnowa swoją historię. W 2002 startował w Aradżin chumb, w której zajął 2. miejsce, jednak zabrakło mu 2 pkt aby powrócić do najwyższej ligi. Ale tak jak mistrz 2.ligi Armawir FA odmówił awansu, to Araks zajął jego miejsce. Powrót do Bardsragujn chumb był nieudanym - ostatnie 8. miejsce i spadek do niższej ligi armeńskiego futbolu. W 2004 klub zajął 6. miejsce. Jeszcze wcześniej, około 2003 roku, klub dotknięty został przez kryzys finansowy i w 2005 roku po 7 kolejce zrezygnował z dalszych występów i zniknął ze sceny.

## Sukcesy
- Mistrzostwo Armenii: 8. miejsce (2003)
- Puchar Armenii: 1/4 finału (2004)

## Europejskie puchary
|  | Legenda do wszystkich tabel: - el lub Q – runda eliminacyjna, 1/32, 1/16, 1/8, 1/4, 1/2 – odpowiednia faza rozgrywek, gr – runda grupowa, 1r gr – pierwsza runda grupowa, 2r gr – druga runda grupowa, f – finał, 1r, 2r, 3r - runda, PO – play-off - k. – rzuty karne, los. – losowanie |

| Sezon   | Rozgrywki                 | Runda | Klub                | Dom | Wyjazd | Ogólnie |
| ------- | ------------------------- | ----- | ------------------- | --- | ------ | ------- |
| 1998/99 | Puchar Zdobywców Pucharów | Q     | Lausanne Sports     | 1–2 | 1–5    | 2–7     |
| 1999/00 | Liga Mistrzów             | 1Q    | VMFD Žalgiris Wilno | 0–3 | 0–2    | 0–5     |
| 2000    | Puchar Intertoto          | 1R    | Sigma Ołomuniec     | 1–2 | 0–1    | 1–3     |
| 2001/02 | Liga Mistrzów             | 1Q    | Sheriff Tyraspol    | 0–1 | 0–2    | 0–3     |